# Manuel Veiga (lingüista)
Manuel Monteiro da Veiga (n. condado de Santa Catarina, Isla de Santiago, Cabo Verde; 27 de marzo de 1948) es un lingüista caboverdiano referencia tanto a su país como a nivel internacional.
Especialista y uno de los más grandes eruditos de la lengua de Cabo Verde: el criollo del Atlántico Centro-Oeste de África.

## Otros papeles destacados
En la actualidad es Ministro de Cultura de la República de Cabo Verde. 

## Obras publicadas
- Diskrison strutural di Lingua kabuverdianu; um ensaio 1982, ICL;
- Odju d'agu, romance, 1987;
- A sementeira, ensaio, 1994 (El análisis de semillas);
- Diário das ilhas, romance (Diario de las islas);
- Introdução à gramática do Crioulo de Cabo Verde, 1996 (Introducción a la gramática de la lengua criolla de Cabo Verde);
- A construção do bilinguismo, 2004 (La construcción del bilingüismo).